# Karolingische muntschat van Muizen

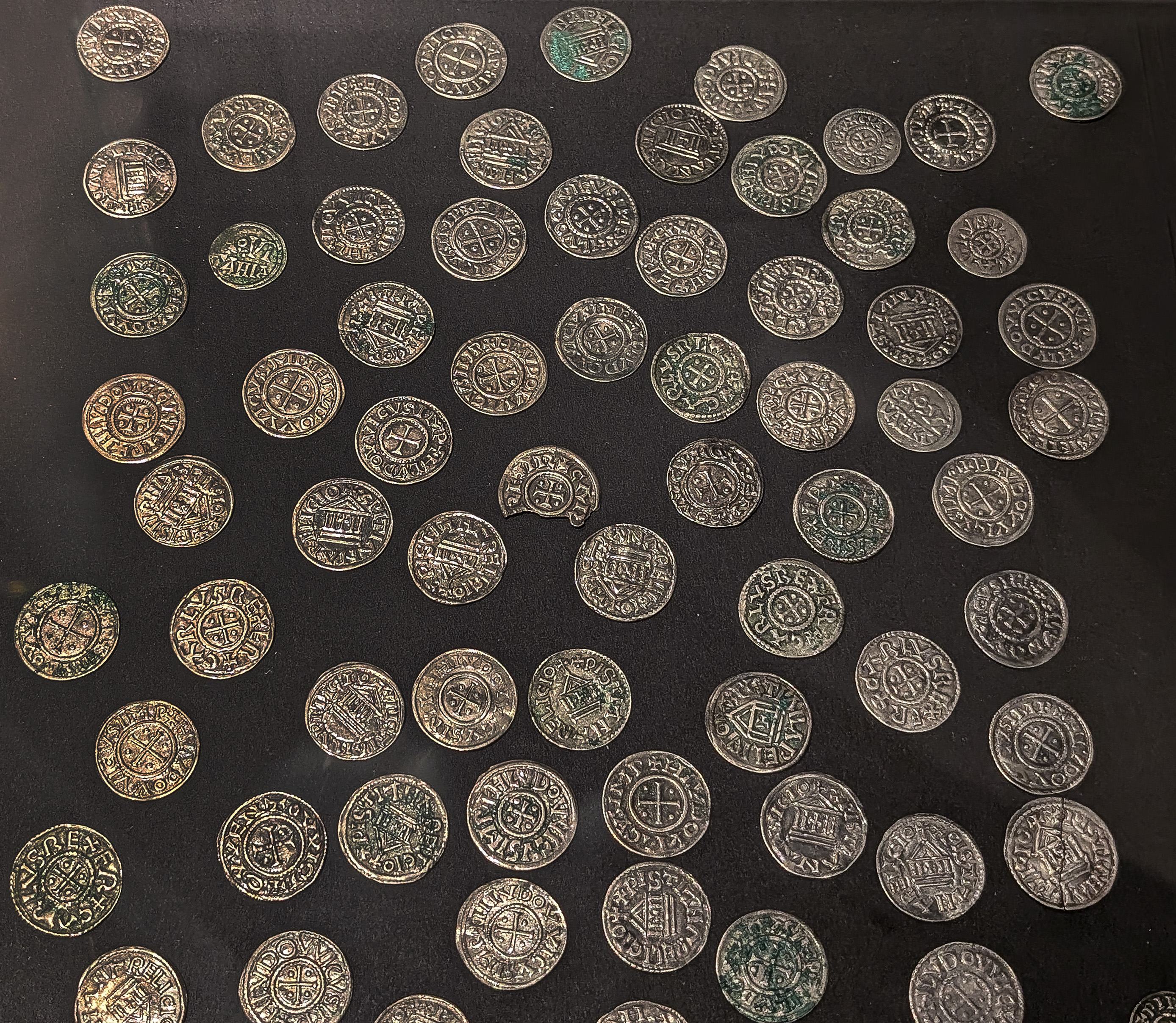
Karolingische muntschat van Muizen

De Karolingische muntschat van Muizen is een muntschat die in 1906 werd ontdekt in de Belgische plaats Muizen. Deze Karolingische muntschat van omstreeks 884 (waarschijnlijk verstopt uit vrees voor de Vikingen) werd ontdekt in 1906 op het "Slagveld". Ze omvat onder meer 73 zilveren munten en zilveren sieraden (twee beugelfibulae, een riemtong en een kraal) en een dirham uit Marokko.
Specialisten trekken de locatie van de vindplaats in twijfel. De muntschat werd immers gevonden door toevallige ontdekkers.De muntschat wordt bewaard in het museum voor Kunst & Geschiedenis te Brussel.